# Cyathea setifera
Cyathea setifera är en ormbunkeart som beskrevs av Holtt. Cyathea setifera ingår i släktet Cyathea och familjen Cyatheaceae. Inga underarter finns listade.